# Оренбурзька залізниця
Оренбурзька залізниця — залізниця в СРСР, яка пролягала територією  Оренбурзької, Актюбінської, Кизилординської, Атирауської і Західно-Казахстанської областей, організована в 1934 році
Залізниця організувалася шляхом реорганізації декількох залізниць в 1934 році. В склад залізниці ввійшла частина Самаро-Златоустовської залізниці. В 1953 році від Рязано-Уральскої передали ділянку Озинки — Уральськ — Ілецьк.
Протяжність залізниці станом на 1954 рік склала 3150 км, управління залізницею здійснювалося з Оренбурга.